# Dwirzi (Tscherwonohrad)
Dwirzi (ukrainisch Двірці; russisch Дворцы Dworzy, polnisch Dworce) ist ein Dorf in der ukrainischen Oblast Lwiw mit etwa 900 Einwohnern (2021).

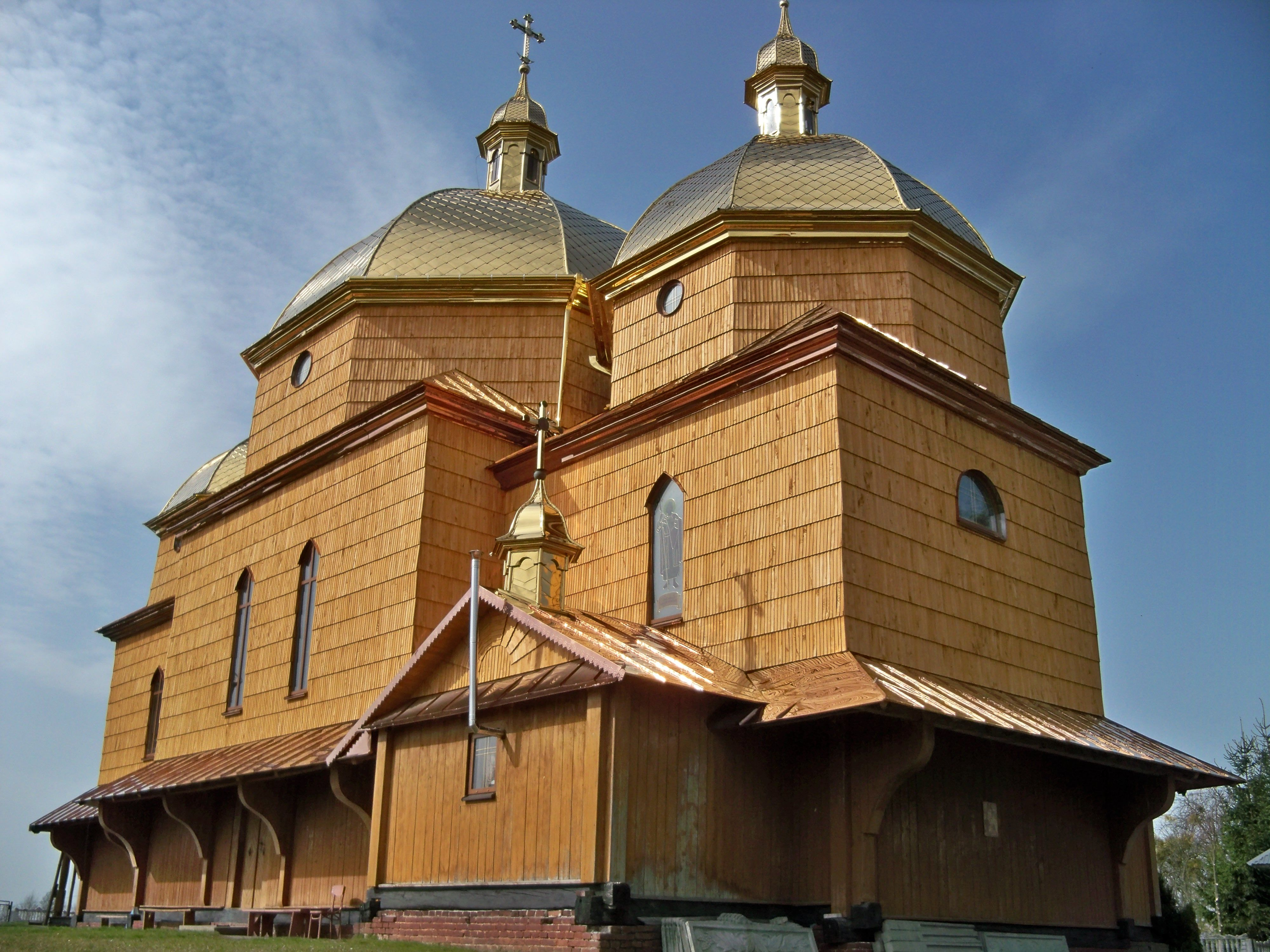
Kirche der Verklärung des Herrn in Dwirzi

Das erstmals im 14. Jahrhundert schriftlich erwähnte Dorf gehört administrativ zur Stadtgemeinde Welyki Mosty im Süden des Rajon Sokal.
Am 12. Juni 2020 wurde das Dorf, welches bis dahin im Rajon Sokal lag, ein Teil des neu gegründeten Rajons Tscherwonohrad.
Die Ortschaft liegt auf einer Höhe von 206 m am Ufer der Rata, einem 76 Kilometer langen, linken Nebenfluss des Bug, sechs Kilometer westlich vom Gemeindezentrum Welyki Mosty, 35 Kilometer südwestlich vom ehemaligen Rajonzentrum Sokal und etwa 60 Kilometer nördlich vom Oblastzentrum Lwiw. Im Dorf befindet sich die Kirche der Verklärung des Herrn von 1884.
Östlich vom Dorf verläuft in fünf Kilometer Entfernung die Regionalstraße P–15.